# Iga-ryū
 (décembre 2014).
Si vous disposez d'ouvrages ou d'articles de référence ou si vous connaissez des sites web de qualité traitant du thème abordé ici, merci de compléter l'article en donnant les références utiles à sa vérifiabilité et en les liant à la section « Notes et références ».

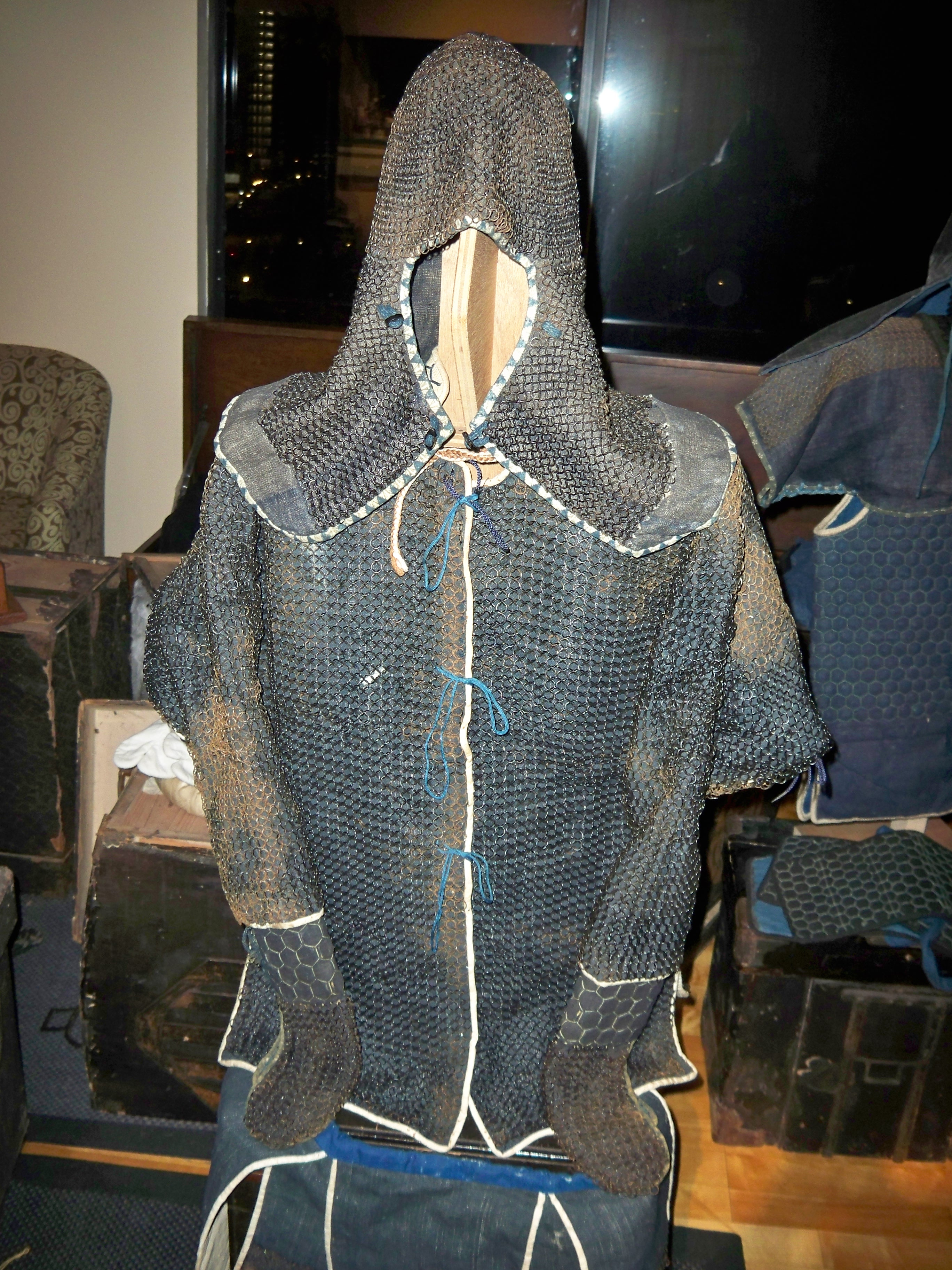
Armure ninja féodale

Localisation de l'ancienne province d'Iga d'où est originaire l'école Iga Ryu

L'Iga-ryū (伊賀流, « école Iga ») est une école historique de ninjutsu qui est l'une des deux écoles ninjas les plus connues du Japon avec Kōga Ryu. L'école est originaire de la province d'Iga (actuelle préfecture de Mie). Iga-mono est un synonyme pour désigner les ninjas d'Iga.

## Histoire
Depuis la période Nara, le district d'Iga fournissait le bois d'œuvre des jisha (temples-sanctuaires). Mais durant la période Kamakura, l'influence des jisha déclina tandis que celle des shugo (gouverneurs) et jito (administrateurs principaux) augmentait. Le pouvoir de ces fonctionnaires était cependant faible à Iga, alors que celui des guerriers (bushi) était prédominant. Le territoire d'Iga fut divisé naturellement en seigneurs féodaux, les ji-samouraï (propriétaires terriens commandant des armées privées), bloqués dans des guerres intestines sans fin durant lesquelles les guerriers d'Iga développèrent des compétences et des tactiques particulières. L'école Kōga Ryu fut également fondée de cette façon.
Durant le début de la période Muromachi, la population d'Iga devint indépendante du contrôle du gouvernement central ainsi que des daimyos (grands propriétaires terriens) et établit un état indépendant nommé Iga Sokoku Ikki (伊賀惣国一揆).
Bien que souvent qualifié dans les sources occidentales de république, voire de démocratie, il s'agissait en fait d'une oligarchie rassemblant les ji-samouraï les plus influents de la province d'Iga et, comme tous étaient des clans ninja, leur rang de samouraï se doublait de celui de jōnin (chef d'un clan ninja). Il semble qu'il y avait, au moment de la chute d'Iga, environ 66 ji-samouraï, et que le concile qui les dirigeait était composé de douze d'entre eux, sans doute les plus riches, puissants et impitoyables du lot, qualités requises à l'époque pour se hisser au sommet d'un environnement aussi compétitif. Il devient difficile de parler de démocratie.
Ayant de nombreux différends sanguinaires entre eux, les ji-samouraï entraînaient la quasi-totalité des guerriers de la province au ninjutsu et se lançaient dans des escarmouches périodiques, des conflits internes à la province d'Iga, ou devenaient mercenaires dans d'autres provinces. Rappelons qu'un clan ninja classique se compose de trois rangs : jōnin (chef du clan, littéralement « invisible supérieur »), chūnin (leader opérationnel, littéralement « invisible médian ») et genin (littéralement « invisible inférieur ») enfin, était le grade du tout venant. La faible hiérarchisation et le fait que plus ou moins tout le monde dans un village ninja est considéré comme un ninja (et donc comme un genin…) à divers degrés, est peut-être l'une des raisons pour lesquelles cette ligue aristocratique est confondue — à tort — avec une démocratie.
Il faut comprendre qu'à l'époque les ji-samouraï se retrouvaient presque partout dans le Japon et surtout à la campagne. Les clans samouraïs étaient basés sur leurs pouvoirs et avaient commencé à se former pendant l'époque Heian, qui avait conduit à la guerre de Genpei. À cause de l'instinct féodal qui poussait les seigneurs à tenter d'accroître leurs territoires, il y avait une forte et sanglante compétitivité militaire. S'unir avec des alliés régionaux et former des liens matrimoniaux avec eux devenait une question de survie. Et, pour diriger ces ligues de propriétaires terriens, le plus puissant était élu à la tête du clan et devenait souvent le propriétaire nominal héréditaire, sous le titre de daimyo (littéralement « détenteur d'un grand domaine privé »). De façon générale, il était absolument nécessaire pour un daimyo d'avoir le soutien des ji-samouraï du clan, surtout les plus riches, ce qui venait contrebalancer son pouvoir, et même dans certains cas minait son autorité (les cas de Uesugi Kenshin, Oda Nobunaga et de Takeda Shingen, la façon dont ils sont arrivés au pouvoir et s'y sont maintenus, sont particulièrement parlants).
Dans la province d'Iga, les gens choisirent de ne pas avoir un daimyo pour les unir, une voie qui ne les obligeait pas à mettre de côté leurs différends. Mais les ji-samouraï étaient bien sûr toujours aux commandes.
Les ikki (ligues) au Japon de l'époque Sengoku étaient assez courantes et apparaissaient un peu partout, quoiqu'elles ne rentraient pas dans l'ordre social traditionnel, et même considérées choquantes pour l'opinion publique, car faisant partie du phénomène de gekkokujô (下剋上, « l'inférieur renverse son supérieur »), formellement condamné par le confucianisme. Si les ikki étaient systématiquement le fruit d'une mobilisation populaire, toutes n'étaient pas des démocraties ou des républiques à proprement parler. Certaines renversaient un seigneur pour en mettre un autre en place, d'autres étaient fondamentalement des révoltes religieuses, et d'autres encore établissaient des « conseils » qui prenaient en main les affaires de la révolution. Ce dernier cas était celui de la province d'Iga (Iga-no-kuni), et le conseil en question était composé de barons locaux, à la fois jōnin et ji-samouraï.
Le découpage des provinces du vieux Japon étant basé sur la géographie de son terrain très montagneux, il devint naturel pour les ji-samouraï d'Iga-no-kuni, ainsi que les hommes sous leur commandement, de considérer leur province comme leur patrie, et donc de s'unir patriotiquement entre eux pour repousser les invasions d'autres provinces. Le reste du temps, ils faisaient tourner leur économie en cultivant, se battant entre eux ou travaillant comme mercenaires pour des étrangers qui désiraient louer leurs services. Ce sont les Iga mono (« ceux d'Iga »), appellation pouvant désigner au sens large toute personne habitant à Iga.
Dans le fond, les ninjas n'étaient donc pas très différents du samouraï rural (goshi), leur façon de faire la guerre était juste moins chevaleresque et plus moderne, quoique toujours dans le cadre du soldat-paysan, par opposition aux samouraïs qui commençaient à se professionnaliser et s'urbaniser par défaut, relativement aux décisions d'Oda Nobunaga.
Les iga-mono apparaissent dans les chroniques historiques pour la première fois en 1487, lorsque le shogun Ashikaga Yoshihisa attaque Rokkaku Takayori, le daimyo du clan Rokkaku basé au sud de la province d'Omi. Les ninjas d'Iga et de Koga combattirent du côté des Rokkaku, en les aidant à repousser victorieusement les attaques du shogun. En 1579, Oda Nobukatsu, le fils du seigneur de guerre Oda Nobunaga, lança une attaque infructueuse contre la ligue d'Iga. En 1581, Oda Nobunaga lui-même attaqua Iga de six directions différentes avec une armée de 40 000 à 60 000 hommes, pour un avantage numérique d'environ un contre dix, et tua de nombreux ninjas d'Iga et leurs familles. Iga ne contrôlait plus que deux châteaux lorsque Nobunaga déclara un cessez-le-feu et autorisa les ninjas à fuir.
En 1582, durant les troubles suivant la mort d'Oda Nobunaga, Hattori Hanzō conseilla à Tokugawa Ieyasu de fuir vers la province de Mikawa à travers les régions de Kōga et d'Iga. Ieyasu, après être devenu shogun, employa des ninjas pour garder le château d'Edo — siège du shogunat Tokugawa — et pour obtenir des renseignements. Il fit installer 200 hommes de l’Iga Ryu dans le quartier de Yotsuya, à Edo. La porte d'Hanzō (Hanzōmon), au château d'Edo, tient son nom du fait qu'elle se trouvait près de la résidence du clan Hattori.
Le fils de Hattori Hanzō, Hattori Masanari, commanda les gardes du château d'Iga mais ne se montra pas aussi bon commandant que son père. En 1606, les hommes d'Iga se rebellèrent à cause de mauvais traitements. Ils continueront cependant à servir le shogunat jusqu'à ce que Tokugawa Yoshimune (qui règne de 1716 à 1745) expulse tous les ninjas du réseau de renseignement et les installe avec leurs familles dans la province de Kii.

## Organisation
Les ninjas d'Iga étaient formés au déguisement, à l'évasion, à la dissimulation, aux explosifs, à la médecine, aux poisons, au combat à mains nues et à une multitude d'armes. Ils utilisaient des échelles à crochets pour escalader et l'on suppose qu'ils employaient des chaussures spéciales pour marcher sur l'eau, appelées mizugumo (exposées au musée ninja Iga Ryu).